# Martine McCutcheon

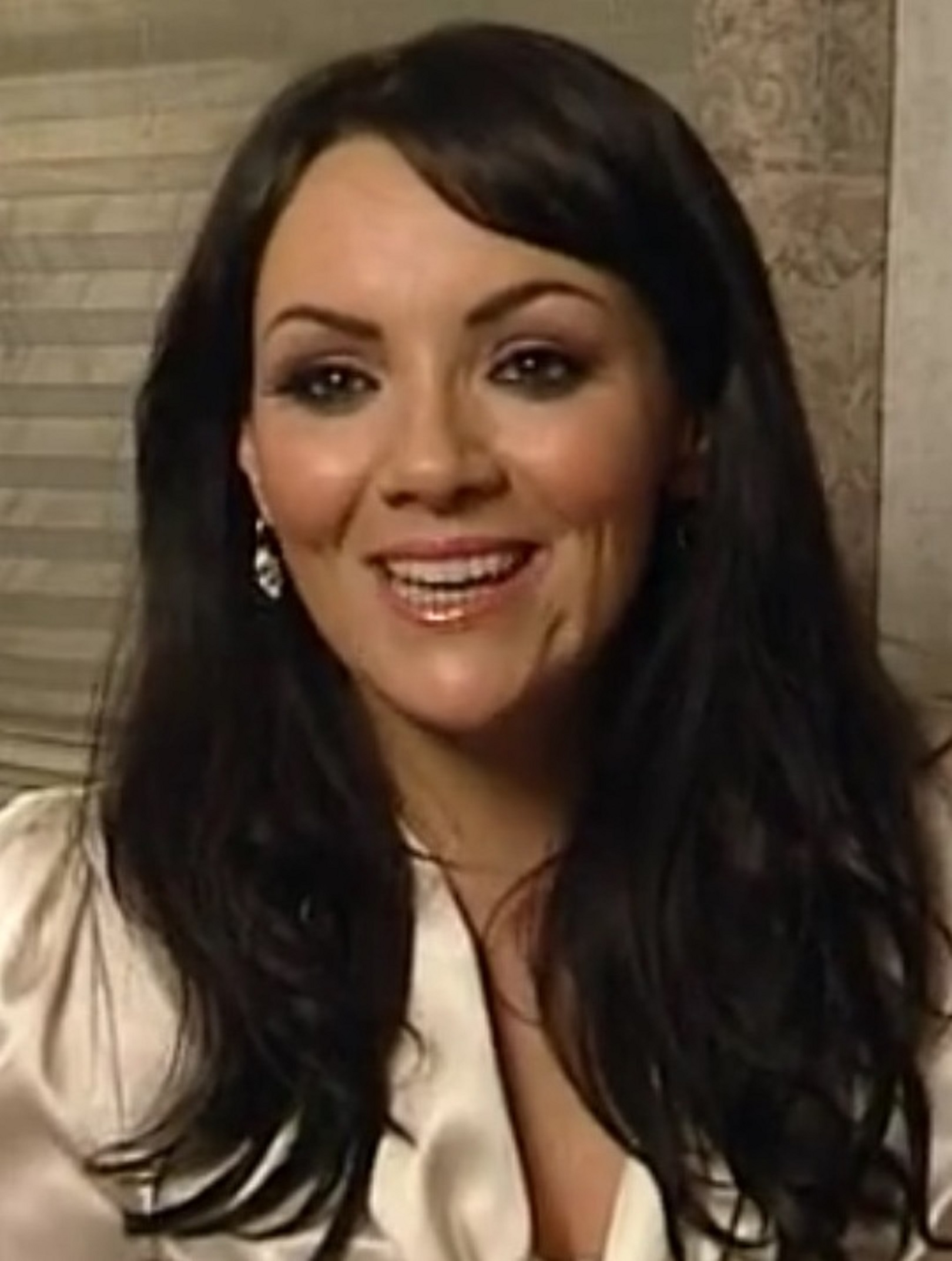
Martine McCutcheon, 2010

Martine Kimberley Sherrie McCutcheon (* 14. Mai 1976 in Hackney, London, als Martine Kimberley Sherri Ponting) ist eine britische Sängerin und Schauspielerin.

## Leben
McCutcheon ist die Tochter von Jenny Ponting und Thomas „Keith“ Hemmings. Nachdem ihre Mutter sich wegen häuslicher Gewalt von ihrem Vater getrennt hatte, heiratete ihre Mutter John McCutcheon. Als sie neun Jahren alt war, beantragte ihr Vater das alleinige Sorgerecht, was aufgrund der Vorgeschichte abgelehnt wurde und ihm der Umgang bis zum 18. Lebensjahr verboten wurde. Kurz darauf änderte sie ihren Namen in McCutcheon.
McCutcheon begann ihre Karriere mit Auftritten in englischen Fernsehserien. Einer breiten Öffentlichkeit wurde sie mit ihren Auftritten in der Soap EastEnders bekannt. 1999 kam ihre erste Single Perfect Moment auf den Markt und stieg auf Platz eins der britischen Charts ein. Sie konnte mit weiteren Singleauskopplungen aus ihrem Debütalbum You, Me & Us hohe Chartplatzierungen erreichen. Mit den folgenden Alben konnte sie nicht an den Erfolg ihres Debütalbums anschließen. Außerhalb Englands wurde sie vor allem durch den Film Tatsächlich… Liebe bekannt. Sie spielte Theater in London. 2012 heiratete sie ihren langjährigen Freund, den acht Jahre jüngeren Singer-Songwriter Jack McManus. 2013 beantragte sie Insolvenz.
Für ihre Verdienste in den darstellenden Künsten verlieh ihr die englische University of Bolton 2014 gemeinsam mit weiteren Prominenten eine Ehrendoktorwürde.

## Popkarriere
1999 veröffentlichte McCutcheon unter dem Label Virgin Records ihre erste Single Perfect Moment. Die Ballade stieg zur Verwunderung der Kritiker auf Platz eins der britischen Singlecharts ein. In Italien, Israel, der Schweiz und in Irland war der Song ebenfalls ein Nummer-eins-Hit. Im selben Jahr veröffentlichte sie ihr Debüt-Album You, Me & Us mit dem sie den zweiten Platz in den britischen Albumcharts belegen konnte. Zwei weitere Singleauskopplungen folgten, I’ve Got You und Talking in Your Sleep. Beide Singles konnten Top-10-Plätze erreichen.
2000 veröffentlichte McCutcheon ihr zweites Album Wishing. Das Album blieb hinter den Erwartungen zurück und belegte nur Platz 25. Die Singles I’m Over You und On the Radio erreichten dagegen die Plätze 2 beziehungsweise 7. Trotzdem war die Geschäftsführung von Virgin Records enttäuscht vom Abschneiden ihres zweiten Albums und kündigte ihren Plattenvertrag. Zwei Jahre später brachte sie noch ein drittes Album Musicality heraus. Aufgrund des schlechten Abschneidens ihres dritten Albums wurde ihr Plattenvertrag erneut gekündigt, diesmal von EMI.

## Diskografie

### Studioalben
| Jahr | Titel          | Höchstplatzierung, Gesamtwochen, AuszeichnungChartplatzierungen (Jahr, Titel, Platzierungen, Wochen, Auszeichnungen, Anmerkungen) | Höchstplatzierung, Gesamtwochen, AuszeichnungChartplatzierungen (Jahr, Titel, Platzierungen, Wochen, Auszeichnungen, Anmerkungen) | Anmerkungen                             |
| Jahr | Titel          | DE | UK | Anmerkungen                             |
| ---- | -------------- | --- | --- | --------------------------------------- |
| 1999 | You Me & Us    | — | UK2 Platin · (24 Wo.)UK | Erstveröffentlichung: 6. September 1999 |
| 2000 | Wishing        | — | UK25 Gold · (14 Wo.)UK | Erstveröffentlichung: 13. November 2000 |
| 2002 | Musicality     | — | UK55 Silber · (4 Wo.)UK | Erstveröffentlichung: 2. Dezember 2002  |
| 2017 | Lost and Found | — | UK17 (2 Wo.)UK | Erstveröffentlichung: 11. August 2017   |

Kompilationen
- 2012: The Collection

### Singles
| Jahr | Titel Album                               | Höchstplatzierung, Gesamtwochen, AuszeichnungChartplatzierungen (Jahr, Titel, Album, Platzierungen, Wochen, Auszeichnungen, Anmerkungen) | Höchstplatzierung, Gesamtwochen, AuszeichnungChartplatzierungen (Jahr, Titel, Album, Platzierungen, Wochen, Auszeichnungen, Anmerkungen) | Anmerkungen                         |
| Jahr | Titel Album                               | DE | UK | Anmerkungen                         |
| ---- | ----------------------------------------- | --- | --- | ----------------------------------- |
| 1999 | Perfect Moment You Me & Us                | DE100 (1 Wo.)DE | UK1 Platin · (24 Wo.)UK | Erstveröffentlichung: April 1999    |
| 1999 | I’ve Got You You Me & Us                  | — | UK6 (12 Wo.)UK | Erstveröffentlichung: August 1999   |
| 1999 | Talking in Your Sleep/Love Me You Me & Us | — | UK6 Silber · (17 Wo.)UK | Erstveröffentlichung: November 1999 |
| 2000 | I’m Over You Wishing                      | — | UK2 (10 Wo.)UK | Erstveröffentlichung: Oktober 2000  |
| 2001 | On the Radio Wishing                      | — | UK7 (9 Wo.)UK | Erstveröffentlichung: Januar 2001   |

### Als Gastmusikerin
| Jahr | Titel Album        | Höchstplatzierung, Gesamtwochen, AuszeichnungChartplatzierungen (Jahr, Titel, Album, Platzierungen, Wochen, Auszeichnungen, Anmerkungen) | Höchstplatzierung, Gesamtwochen, AuszeichnungChartplatzierungen (Jahr, Titel, Album, Platzierungen, Wochen, Auszeichnungen, Anmerkungen) | Anmerkungen                                                           |
| Jahr | Titel Album        | DE | UK | Anmerkungen                                                           |
| ---- | ------------------ | --- | --- | --------------------------------------------------------------------- |
| 1995 | Are You Man Enough | — | UK62 (2 Wo.)UK | Erstveröffentlichung: November 1995 Uno Clio feat. Martine McCutcheon |

## Filmografie (Auswahl)
- 2000: Kiss Kiss (Bang Bang) (Fernsehfilm)
- 2003: Tatsächlich… Liebe (Love Actually)
- 2005: The English Harem
- 2006: Withdrawal
- 2007: Jump!
- 2007: Agatha Christie’s Marple: Staffel 3, Folge 1: Bertram’s Hotel (At Bertram’s Hotel; Fernsehfilm)
- 2012: Inspector Barnaby: Staffel 15, Folge 6: Reif für die Rache (Schooled In Murder; Fernsehfilm)
- 2013: The Home Office (Fernsehfilm)
- 2017: Red Nose Day Actually (Kurzfilm)
- 2020: The Masked Singer (Fernsehsendung, Teilnehmerin Staffel 2, 10. Platz)

## Auszeichnungen
- 2002 bekam McCutcheon den Laurence Olivier Award für ihre Leistung in dem Musical My Fair Lady verliehen.
- 2004 bekam sie den Empire Award für Tatsächlich… Liebe.
- MTV Movie Award für Tatsächlich… Liebe.
- Ehrendoktor der University of Bolton (2014)